# Nur tote Zeugen schweigen
Nur tote Zeugen schweigen ist ein deutsch-spanisch-italienischer Kriminalfilm aus dem Jahre 1962 mit Götz George, Heinz Drache und Jean Sorel in den Hauptrollen.

## Handlung
Chris Kronberger ist ein junger, dynamischer Boxer mit einem Nebenjob als Blumenzusteller. Abend für Abend überstellt er Magda, der Geliebten und Bühnenpartnerin Georg von Cramers, eines bekannten Magiers und Bauchredners, einen Strauß Rosen. Als Cramer gerade mit seinem Auftritt im Varieté beschäftigt ist, findet Chris dessen Garderobe leer vor. Er sieht ein Bündel Geldscheine und will sie gerade stehlen, als er von dem zurückkehrenden Cramer dabei überrascht wird. Für Chris, der jetzt in Panik gerät, ist es ein Leichtes, den Bauchredner niederzuschlagen. Anschließend flieht Chris. Cramers Assistent Erik Stein nutzt die Gunst der Sekunde, als er seinen Boss bewusstlos am Boden liegen sieht, und bringt seine seit geraumer Zeit gehegte Mordabsicht zu Ende. Mit einem Stock prügelt er auf Cramer so lange ein, bis dieser tot ist. Dann ruft er verlogen nach Hilfe, er habe nämlich seinen Chef tot aufgefunden. Nur einer war „Zeuge“ dieser schrecklichen Tat – Cramers wichtigstes Requisit während der Vorstellung: seine große Puppe „Grog“. 
Steins Motive sind die ältesten der Welt: Eifersucht, Missgunst und Neid, denn Stein ist scharf auf Magda, die er insgeheim verehrt. Er ist es auch, der ihr Abend für Abend Rosen zukommen lässt. Mit dem Mord an Cramer verschwindet auch „Grog“. Inspektor Kaufmann übernimmt den Fall und glaubt bald, dass Chris Kronberger Tatverdächtiger Nummer 1 ist. Dessen Schwester Karin glaubt fest an Chris’ Unschuld, verteidigt ihn, wo sie nur kann und liefert sich mit dem Inspektor so manches Wortgefecht. Einige der Beteiligten, seien es Tatverdächtige, seien es Zeugen, scheinen ein undurchsichtiges Spiel zu spielen. Warum zum Beispiel sagt Magda Inspektor Kaufmann nicht alles, was sie weiß? Sie unterschlägt jedenfalls Hinweise. Und auch die Varieté-Choreographin Katharina scheint etwas zu verschweigen. Sie ergibt sich in düsteren Weissagungen und behauptet, dass „dunkle Mächte“ hinter dem Mord stünden. Währenddessen bleibt der Mörder Stein ruhig und cool, jederzeit die Kontrolle und Beherrschung wahrend. Dann aber bringt ein weiterer Mord die Dinge in Bewegung. Kaufmann selbst gerät nun bei der Verfolgung des abgetauchten Chris in Gefahr, aus luftiger Höhe abzustürzen; eine Gefahr, aus der ihn ausgerechnet sein Hauptverdächtiger rettet. 
Was aber ist mit der Puppe „Grog“ geschehen? Es verdichten sich Anhaltspunkte, dass sie ein Eigenleben führt und selbst zum „Täter“ geworden ist. Chris ist derweil wieder untergetaucht und versucht auf eigene Faust und mit Hilfe Karins, den Tathergang zu klären und den Mörder zu fassen. Am Ende ist es ausgerechnet der „Zeuge“ „Grog“, der Licht ins Dunkel bringt, und Magda, die mit ihrem geschickten Doppelspiel Erik in eine Falle lockt und der Polizei hilft, diesen als Mörder zu überführen. Sie wollte von Anbeginn nichts anderes erreichen, als den brutalen und sinnlosen Tod ihres Freundes Georg von Cramer zu rächen, da sie ihn aufrichtig geliebt hatte.

## Produktionsnotizen
Nur tote Zeigen schweigen wurde 1962 vermutlich in Spanien gedreht und am 19. Dezember 1962 im co-produzierenden Italien uraufgeführt. Die deutsche Erstaufführung fand am 31. Januar 1963 statt, die spanische am 20. Mai desselben Jahres. Am 17. August 1968 wurde der Film erstmals im bundesdeutschen Fernsehen ausgestrahlt.
In Italien wird der Film als Ipnosi unter italienischer Produktionsführung gelistet. Die Rollennamen variieren dabei leicht.

## Kritiken
„In seiner Garderobe wird ein berühmter Artist von seinem Assistenten aus Eifersucht erschlagen. Raffiniert lenkt er den Verdacht auf einen anderen. Aber der Zeuge der Tat spielt ihn schließlich in die Hände seiner Richter. Dieser Zeuge ist – skurril und unheimlich – eine Puppe! Der deutsch-spanische Film steckt voller Überraschungen, ist perfekte Krimi-Unterhaltung und mit Götz George, Jean Sorel, Heinz Drache, Mara Cruz und Eleonora Rossi-Drago hervorragend besetzt. In besonders interessanter Studie: Margot Trooger.“

Im Lexikon des Internationalen Films heißt es: „Verworrene und rüde Kriminalstory.“
Auf Cinema hieß es, der „leidlich unterhaltsame Schnellschuss […] versucht in Look und Atmosphäre auf der damals gerade sehr hohen Edgar-Wallace-Welle zu reiten - kraus und unglaubwürdig genug ist das Thrillerchen dafür allemal.“